# Saint-Révérien
Saint-Révérien – miejscowość i gmina we Francji, w regionie Burgundia-Franche-Comté, w departamencie Nièvre.
Według danych na rok 1990 gminę zamieszkiwało 251 osób, a gęstość zaludnienia wynosiła 14 osób/km² (wśród 2044 gmin Burgundii Saint-Révérien plasuje się na 661. miejscu pod względem liczby ludności, natomiast pod względem powierzchni na miejscu 523.).